# Doomsday - Il giorno del giudizio
Doomsday - Il giorno del giudizio (Doomsday) è un film del 2008 scritto e diretto da Neil Marshall. È un film horror fantascientifico su soggetto e sceneggiatura dello stesso regista Marshall.

## Trama
Nella Gran Bretagna del 2008 si diffonde un virus dalla Scozia che decima quasi la totalità della popolazione coinvolta. Per l'assenza totale di vaccini e contromisure, il governo inglese ordina l'isolamento geografico delle aree contagiate dal terribile virus (soprannominato "Reaper", Mietitore) attraverso muri e sorveglianza armata lungo il percorso del Vallo di Adriano. La decisione provoca lo sdegno del mondo al Regno Unito che viene attaccato ed isolato politicamente.
Nel 2035, ventisette anni dopo lo scoppio dell'epidemia in Scozia, alcuni casi di Reaper si verificano a Londra; la necessità di trovare un possibile portatore sano spinge ad inviare un team di soldati in Scozia. Sfruttando mezzi blindati ed equipaggiamento da guerra, i militari perquisiscono un edificio dove uno scienziato effettuava studi sulla malattia, ma vengono attaccati da gruppi di sopravvissuti. Il maggiore Sinclair, a capo del team, viene catturata ma riesce a evadere, imbattendosi nella sorella del capo dei ribelli, Sol, figlia dello scienziato che la squadra stava cercando.
Durante la fuga, il gruppo viene catturato proprio dai guerrieri dello scienziato; dopo rocambolesche avventure, alcuni membri della squadra riescono a fuggire in un tunnel, dove trovano un cellulare e una nuova Bentley, con cui si danno alla fuga, venendo allo stesso tempo intercettati. Dopo uno scontro finale con la banda di Sol, in cui questi ha la peggio, gli scampati vengono finalmente raggiunti da un elicottero, dove la figlia dello scienziato, che è risultata immune al virus, viene trasportata via per sfruttare il suo sangue come antidoto.

## Produzione
Il regista Neil Marshall una volta risiedeva vicino alle rovine del vallo di Adriano, la fortificazione romana in Inghilterra costruita per difendersi dagli attacchi degli abitanti della Scozia (scoti). Iniziando a considerare l'idea di un confine tra Inghilterra e Scozia come unica figura geografica plausibile nella quale inserire la costruzione di un Muro di separazione credibile a livello narrativo (es. sarebbe stato impossibile fare ciò tra la linea di confine di Canada e Stati Uniti). Inoltre, la Scozia è patria di numerosi castelli e fortezze, cosa che ha contribuito fortemente a indicarla come ambientazione nella concezione di Marshall.
Nel 2003, il regista iniziò seriamente a concepire una storia sulla ricostruzione del Muro, non più come mezzo di contrasto a un nemico umano ma a un virus letale; inserendogli elementi medievali e futuristici:
(Marshall sulla concezione del film.)
Se alcuni possono aver comparato Doomsday a film catastrofici sull'impostazione del virus letale come 28 giorni dopo e 28 settimane dopo, invece, il prodotto di Marshall, differisce da essi per via della storia alla base: non viene presentato un virus che infetta le persone rendendole una sorta di zombi senzienti, ma una specie di peste che decima letteralmente la popolazione portando i pochi sopravvissuti a tornare a vivere in una società poco più che primitiva. Per rendere l'idea di primitivo, Marshall ha ricercato elementi delle comunità isolate che vivono allo stesso modo studiando le loro caratteristiche, sacrifici, tatuaggi tribali. Sebbene i sopravvissuti siano rappresentati come persone brutali, il regista ha spiegato d'aver mescolato "tonalità di grigio" in modo da rendere l'idea di una manipolazione governativa delle loro menti dietro certi atteggiamenti.
Marshall ha spiegato che Doomsday è stato concepito come tributo a tutti quei film postapocalittici degli anni '70 e '80:
I film che il regista ha citato come chiaramente influenti sono particolarmente datati del periodo fantascientifico postapocalittico anni '70-'80, ma sono compresi nella lista di riferimenti anche film di genere diverso, di epoche diverse: Zulu (1964), 2000: la fine dell'uomo (1970), 1975: Occhi bianchi sul pianeta Terra (1971), Un ragazzo, un cane, due inseparabili amici noto anche come Apocalypse 2024 (1975), I guerrieri della notte (1979), Interceptor (1979), Interceptor - Il guerriero della strada (1981), 1997: Fuga da New York (1981), Excalibur (1981), Metalstorm (1983), La leggenda del re pescatore (1991), Waterworld (1995), Il gladiatore (2000) e I figli degli uomini (2006).
La Rogue Pictures incaricò Marshall della regia di Doomsday nell'ottobre 2005. A poco più di anno di distanza, nel novembre 2006, l'attrice Rhona Mitra fu provinata e confermata per il ruolo di protagonista.

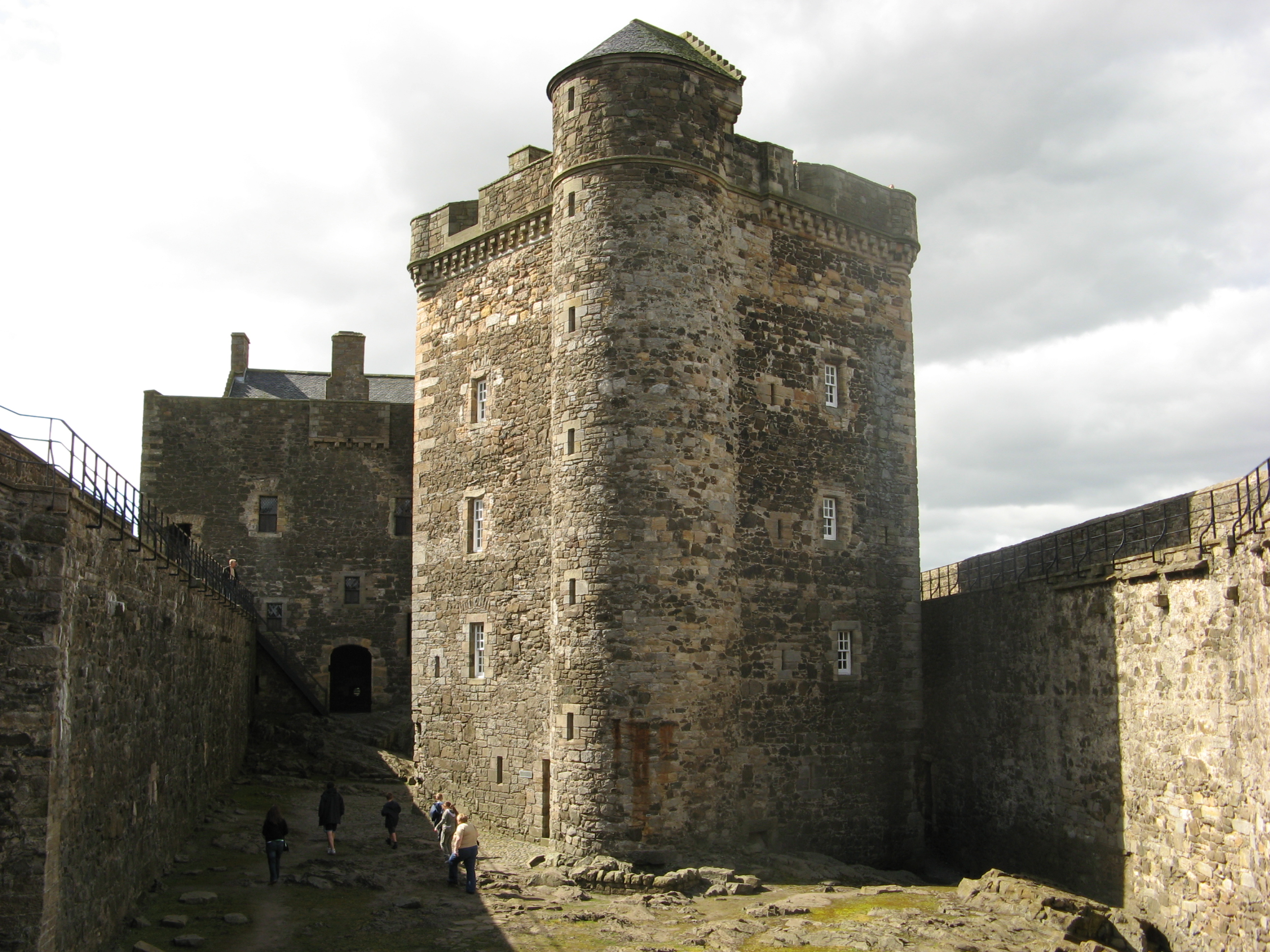
Il Blackness Castle, dove si sono tenute parte delle riprese.

Con un budget di 17 mln $, Marshall si dedica a un film il cui costo è tre volte superiore a quello dei suoi precedenti prodotti sommati, Dog Soldiers (2002) e The Descent (2005), lavorando per la prima volta a una pellicola su ampia scala con "migliaia di comparse, complesse sequenze d'azione, esplosioni e inseguimenti automobilistici", contrariamente ai suoi abituali lavori a basso costo e con ambientazioni limitate.
La lavorazione è iniziata nel febbraio 2007 in Sudafrica, e vi è proseguita  essenzialmente per motivi economici, avendo un costo di 1/3 rispetto al Regno Unito. Le riprese hanno coperto un arco di 66 giorni, dei quali 56 in Sudafrica e i restanti in Scozia.
In Scozia, le riprese di seconda unità hanno coinvolto parti della città di Glasgow, incluso Haghill e il Blackness Castle nel West Lothian, quest'ultimo scelto in quanto alla troupe era stato negato il consenso a girare al Doune Castle. L'intero ciclo delle riprese scozzesi ha coinvolto migliaia di comparse per la realizzazione di una serie di complesse scene di lotta, azione e scenari pirotecnici. Al fine di rimanere il più possibile entro i costi stabiliti per la produzione, Marshall ha preferito ridurre al minimo l'uso della grafica computerizzata per attenersi al "cinema della vecchia scuola". Nonostante queste precauzioni, numerose scene sono state eliminate in montaggio o tagliate dal copione finale per evitare lo sbordamento, compresa una sequenza di attacchi aerei a un castello medievale.
Dopo aver lavorato con Marshall in Dog Soldiers e The Descent, Simon Bowles torna come scenografo. Paul Hyett, specialista del trucco prostetico e facciale, che aveva collaborato anche in The Descent, ha contribuito alla produzione ricercando il trucco giusto da collaudare per rappresentare le vittime del virus Reaper, anche studiando effetti di malattie sessualmente trasmissibili.

## Promozione
All'edizione 2007 del Comic-Con di San Diego, il film è stato oggetto di una sezione promozionale comprendente di trailer, locandine e visione di scene escluse dal montaggio finale.

## Distribuzione
Per la sua corsa cinematografica, il film era originariamente destinato ad essere distribuito da Focus Features sotto Rogue Pictures, ma all'inizio del 2008 la compagnia trasferì Doomsday e altri titoli agli Universal Studios per una migliore uscita internazionale su larga scala e una più ampia commercializzazione.
Il film è uscito nei cinema di Canada e Stati Uniti il 14 marzo 2008 in 1.936 sale cinematografiche.
In Italia il film è uscito il 29 agosto 2008 e distribuito dalla Medusa Film ed è stato vietato ai minori di 18 anni per le scene splatter.

## Accoglienza

### Incassi
Nel primo fine settimana ha incassato 4 926 565 £, aprendo al settimo posto in quella che è stata definita una "apertura non riuscita" sul sito Box Office Mojo. 

A fine corsa, il film ha incassato  complessivamente 22 472 631 $.